# Harald Paalgard
Harald Gunnar Paalgard, född 24 maj 1950, död 20 januari 2025, var en norsk filmfotograf.
Paalgard vann en Guldbagge två gånger för bästa foto: 1995 för Drømspel och 1997 för Juloratoriet. Han nominerades till samma pris för Så som i himmelen 2005 och belönades 2007 med The Kodak Nordic Vision Award.

## Filmografi (urval)
- 1989 – S.O.S. Condor
- 1994 – Drömspel
- 1996 – Juloratoriet
- 2004 – Så som i himmelen